# Tabú (telenovela)
Tabú es una telenovela colombiana realizada por la productora TeVecine entre 1999 y 2000 originalmente para Canal Uno y después para RCN Televisión. Fue protagonizada por Rolando Tarajano y Valentina Rendón bajo la dirección de Alí Humar.

## Sinopsis
Alberto es un arquitecto que se enamora de su hijastra, Carolina, de 20 de años, al mismo tiempo que descubre que su esposa, Amanda, lo está engañando y lo peor del caso, es que Carolina le corresponde. Es una historia de adulterio, violencia psicológica, corrupción, drogas, hostigamientos  y hasta homosexualidad.

## Elenco
- Valentina Rendón: Carolina
- Rolando Tarajano: Alberto
- María Eugenia Parra: Amanda (villana principal)
- Sandra Eichler: Josefina
- Edmundo Troya: Andrés
- Gabriel Valenzuela: Felipe
- Joavany Álvarez: Juan Pablo
- Luly Bossa: Alejandra
- Manuel Busquets: Arístides
- Samara de Córdova: Leonor
- Julieta García: Cristina «Cris»
- Luis Alberto García: Guillermo
- Yolanda García: Emma
- Franky Linero: Federico
- Lyda Mezinger: Martha
- Luis Fernando Montoya: Ernesto
- Elías Rima Nassiff: Dr. Ángel
- Marta Liliana Ruiz: Amelia
- Martha Silva: Graciela
- María Eugenia Dávila †: juez
- Paola Vanegas: Verónica
- Ana María Kamper: Alina
- Carolina Acevedo
- Rosita Alonso
- Alexandra Restrepo
- Jimmy Vásquez
- Julio Camejo
- César Navarro: secuestrador
- Andrés Martínez
- Frank del campo: Sergio
- Eleazar Osorio
- Tirza Pacheco
- Valerie Bertagnini
- Guillermo Olarte: abogado
- Juan Calderón: Roa
- Alexander Páez: cómplice de Roa
- Tao Sierra: secuestrador
- Raúl Gutiérrez: coronel Arango
- Sergio Navarro: capitán Caballero